# Terre Roveresche
Terre Roveresche är en kommun i provinsen Pesaro e Urbino i regionen Marche i Italien. Kommunen hade 5 238 invånare (2018).
Kommen bildades den 1 januari 2017 genom en sammanslagning av kommunerna Barchi, Orciano di Pesaro, Piagge och San Giorgio di Pesaro.